# یواس‌اس اریواکا (وای‌تی‌بی-۲۵۹)
یواس‌اس اریواکا (وای‌تی‌بی-۲۵۹) (به انگلیسی: USS Arivaca (YTB-259)) یک کشتی بود که طول آن ۱۱۰ فوت ۰ اینچ (۳۳٫۵۳ متر) بود. این کشتی در سال ۱۹۴۴ ساخته شد.